# Quando tramonta il sole (album)
Quando tramonta il sole è il secondo album del gruppo musicale italiano Vernice pubblicato nel 1994 dall'etichetta discografica Epic Records.

## Il disco
Il primo singolo estratto dall'album, Quando tramonta il sole, fu presentato al Festivalbar 1994, anche durante la finale di Marostica.

## Tracce
1. Quando tramonta il sole (S.D'Orazio/R.Vecchi)
2. Hey grande uomo (S.D'Orazio/R.Vecchi)
3. Questa sera (S.D'Orazio)
4. È la solita storia (S.D'Orazio)
5. Giro tondo (S.D'Orazio)
6. I Love You (S.D'Orazio/M.Conti)
7. Figlia mia (S.D'Orazio/R.Trevisani/R.Vecchi)
8. Teddy (S.D'Orazio)
9. Su e giù (Digital Live) (S.D'Orazio)
10. La voglia che hai (S.D'Orazio)